# Mai Bhago

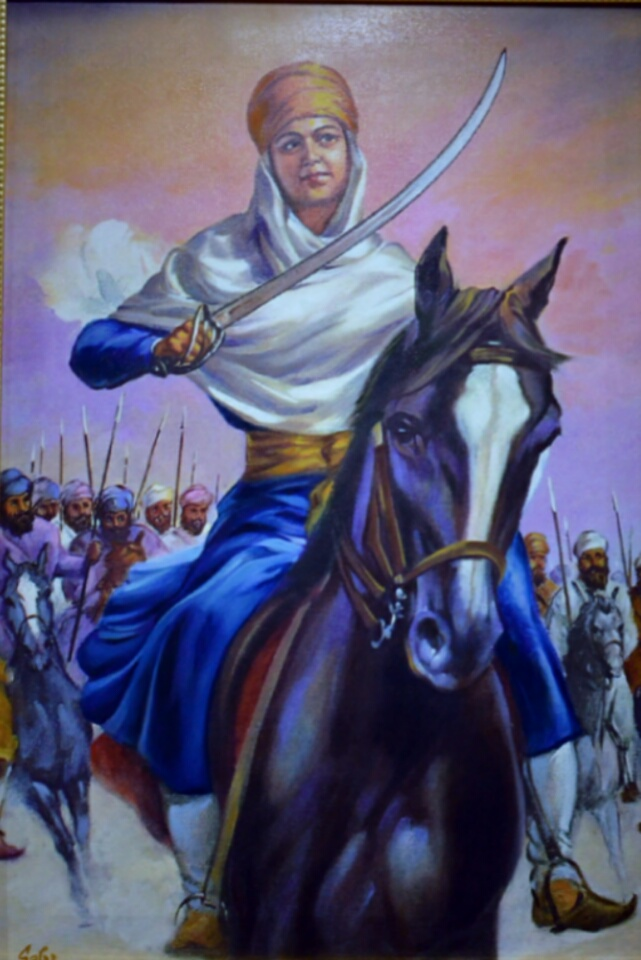
Mai Bhago đang dẫn đầu toàn quân trên chiến trường

Mai Bhago là một phụ nữ và là nữ chiến binh người Sikh của Ấn Độ, bà đã chỉ huy quân Sikh chiến đấu chống lại sự thống trị của Đế quốc Mogul (Đế quốc Mông Cổ trên đất Ấn Độ) vào năm 1704. Mai Bhago trên chiến trường luôn là người xung phong đi đầu xông vào đối phương và chém giết hăng say, bà đã giết rất nhiều đối phương và được tôn xưng như một vị thánh của người Sikh. Bà sau đó kết hôn với Nidhan Singh Varaich xứ Patti.